# 阿达德-舒马-伊丁那
阿达德—舒马—伊丁那（约公元前1222年—约公元前1217年在位）（英語：Adad-shuma-iddina）巴比伦第三王朝国王，为加喜特人后裔。他在位时期，巴比伦在亚述国王吐库尔提—尼努尔塔一世的控制下。